# Boarmia fucataria
Boarmia fucataria là một loài bướm đêm trong họ Geometridae.